# John Bromwich
John Edward Bromwich (Sydney, 14 novembre 1918 – Geelong, 21 ottobre 1999) è stato un tennista australiano.
Ha vinto un totale di 19 tornei del Grande Slam tra singolare, doppio maschile e doppio misto.

## Carriera
Vinse per due volte gli Australian Open in singolare ma viene ricordato principalmente per i risultati nel doppio maschile, insieme a Adrian Quist vinse 8 consecutivi titoli degli Australian Championships.

Nel 1948 Bromwich giocò la finale di Wimbledon contro Bob Falkenburg e ha avuto l'occasione di vincere la partita con un match point sul 5-3 nel quinto set. Venne a rete ma decise di lasciare passare il colpo di Falkenburg convinto che questo finisse fuori ma il colpo rimase in campo, nel resto della partita sprecò anche altri due match point ma Falkenburg riuscì a conquistare il titolo dopo aver vinto quattro game consecutivi.

Bromwich ebbe la sua rivincita l'anno successivo eliminando nello stesso torneo Falkenburg nei quarti di finale con una vittoria in cinque set.

È stato inserito nella International Tennis Hall of Fame nel 1984.

## Finali del Grande Slam

### Vinte (2)
| Anno | Torneo                       | Avversario in finale | Risultato               |
| 1939 | Australian Championships     | Adrian Quist         | 6–4, 6–1, 6-2           |
| 1946 | Australian Championships (2) | Dinny Pails          | 5-7, 6-3, 7-5, 3-6, 6–2 |

### Perse (6)
| Anno | Torneo                   | Avversario in finale | Risultato               |
| 1937 | Australian Championships | Vivian McGrath       | 3-6, 6-1, 0-6, 6-2, 1-6 |
| 1938 | Australian Championships | Don Budge            | 4-6, 2-6, 1-6           |
| 1947 | Australian Championships | Dinny Pails          | 6-4, 4-6, 6-3, 5-7, 6-8 |
| 1948 | Australian Championships | Adrian Quist         | 4-6, 6-3, 3-6, 6-2, 3-6 |
| 1948 | Wimbledon                | Bob Falkenburg       | 5-7, 6-0, 2-6, 6-3, 5-7 |
| 1949 | Australian Championships | Frank Sedgman        | 3-6, 2-6, 2-6           |